# Drapeau de la Géorgie (États-Unis)
Cet article concerne les drapeaux de l'État américain de Géorgie. Pour le drapeau de la Géorgie, voir drapeau de la Géorgie.
Le drapeau de la Géorgie est le drapeau officiel de l'État américain de la Géorgie. Il a subi de nombreuses modifications. 
Le dessin actuel, adopté le 8 mai 2003, se compose de trois bandes horizontales, celle du milieu blanche et les deux autres rouges, avec, placé en canton sur fond bleu, l'élément principal du sceau de l'État : un dôme marqué « Constitution » soutenu par trois piliers qui correspondent chacun à un mot de la devise de l'État, « Wisdom », « Justice » et « Moderation ». En dessous se trouve la devise In God We Trust, qui n'apparaît cependant pas sur le sceau. Le tout est entouré de treize étoiles, qui représentent les treize États américains originaux.

## Histoire

### Drapeau de 1879
Le 17 octobre 1879, la Géorgie se dote de son premier drapeau. Il s'inspire du premier drapeau de la Confédération, le « Stars and Bars ». 
En 1902, le drapeau est adapté pour y faire apparaître les armoiries de l'État. En 1906, un écu est ajouté autour des armoiries, ainsi que la date « 1799 » et un ruban rouge portant le nom de l'État sous l'écu. En 1920, ces armoiries sont remplacées par le sceau de l'État.

Drapeau de 1879 à 1902.
Drapeau de 1902 à 1906.
Drapeau de 1906 à 1920.
Drapeau de 1920 à 1956.

### Drapeau de 1956
En 1956, en plein conflit sur les droits civiques, les parlementaires de l'État de Géorgie décident d'affirmer leur soutien à la ségrégation raciale et de célébrer l'héritage historique de l'ancienne Confédération. Les sénateurs d'État Jefferson Lee Davis (descendant de Jefferson Davis) et Willis Harden introduisent la proposition de loi visant à incorporer le drapeau de guerre de l'ancienne confédération, le Dixie Flag, au sein du drapeau de Géorgie, à côté du sceau de l'État. 
Le drapeau de 1956 est sujet à controverse : dès 1969, ses détracteurs dénoncent les relents de racisme et de ségrégation qu'il inspire. Durant les années 1980 et 1990, de nombreuses propositions de lois tentent de faire retirer la croix confédérée, mais sans succès. 

Drapeau de 1956 à 2001.

### Débuts des années 2000
En 2000, un architecte d'Atlanta, Cecil Alexander, présente un nouveau drapeau, principalement basé sur le sceau de l'État. Soutenu par le gouverneur démocrate Roy Barnes, ce drapeau est adopté par l'assemblée de Géorgie le 24 janvier 2001, tout en ajoutant la devise nationale « In God We Trust »,.
Le 30 janvier 2001, ce nouveau drapeau entre en vigueur, à la satisfaction des groupements anti-racistes et à la fureur des conservateurs sudistes. Le choix de ce drapeau est en grande partie la cause de la défaite de Roy Barnes aux élections de novembre 2002. Alors que le dessin du drapeau lui-même est très critiqué, l'adversaire républicain de Barnes propose d'organiser, s'il est élu, un référendum sur le choix du drapeau de l'État. Sa victoire sur ce thème est aussi celle du premier républicain en 130 ans à la tête de la Géorgie. 
Le 8 mai 2003, après d'intenses débats à l'Assemblée générale, le gouverneur Sonny Perdue signe la loi instituant un nouveau drapeau, inspiré du premier drapeau confédéré, le « Stars and Bars ». Le sceau est remplacé par les armoiries de l'État, et la devise « In God We Trust » reste présente. Ce choix doit être avalisé par référendum en mars 2004, mais, contrairement à ses promesses, Perdue doit renoncer à proposer au choix des électeurs le drapeau de 1956. Ces derniers doivent choisir entre le drapeau de 2001 et celui de 2003. Si ce manquement imposé aux promesses électorales est sévèrement critiqué, le référendum de mars 2004 est un succès pour le gouverneur, car les trois quarts des électeurs optent pour son drapeau contre celui de Barnes. Néanmoins, de nombreux Géorgiens continuent à réclamer le retour au drapeau de 1956.

Drapeau de 2001 à 2003.
Drapeau de l'État de Géorgie depuis 2003.